# Sušice (kraj zliński)
Sušice – gmina w Czechach, w powiecie Uherské Hradiště, w kraju zlińskim. Według danych z dnia 1 stycznia 2012 liczyła 604 mieszkańców.
Zobacz też:
- Sušice (ujednoznacznienie)